# Silogism
Silogismul este o formă de inferență deductivă în care o propoziție (concluzia)  rezultă din două sau mai multe propoziții (premise). Exemplu: „Toate cetaceele sunt mamifere acvatice; toți delfinii sunt cetacee; deci toți delfinii sunt mamifere acvatice”. 
Aristotel a definit silogismul în Analitica prima drept „o vorbire în care, dacă ceva a fost dat, altceva decât datul urmează cu necesitate din ceea ce a fost dat”. Silogismul reprezintă un raționament deductiv.

## Legi de structură
1. Silogismul conține trei propoziții, două premise și o concluzie. Cel puțin o premisă este afirmativă
2. Silogismul conține trei termeni, numiți după mărimea relativă a sferei lor: major, mediu, minor.
3. Termenul mediu trebuie să fie distribuit cel puțin într-o premisă pentru a putea face legătura între termenii extremi.
4. Termenii extremi, majorul și minorul, figurează separat în câte o premisă și împreună în concluzie.

## Structura standard a silogismului
Un silogism este format din 3 propoziții categorice. Premisa majoră conține termenul major sau mediu și predicatul logic al concluziei. Premisa minoră conține termenul minor sau mediu și subiectul logic al concluziei. Concluzia conține subiectul și predicatul.
Exemplu:
Premisa majoră: Toți oamenii sunt muritori.
Premisa minoră: Socrates este om.
Concluzie: Socrates este muritor.
Termenul mediu este „om”, subiectul este „Socrates” (termenul minor), iar predicatul este „muritor” (termenul major).
| 1 | Barbara | Barbari |         |         | Darii  |         |          | Ferio    | Celaront | Celarent |           |           |        |         |
| 2 |         |         |         |         |        |         |          | Festino  | Cesaro   | Cesare   | Camestres | Camestros | Baroco |         |
| 3 |         |         |         | Darapti | Datisi | Disamis | Felapton | Ferison  |          |          |           |           |        | Bocardo |
| 4 |         |         | Bamalip |         |        | Dimatis | Fesapo   | Fresison |          |          | Calemes   | Calemos   |        |         |